# San Carlos, Baja California
San Carlos är en ort i Mexiko.   Den ligger i kommunen Ensenada och delstaten Baja California, i den nordvästra delen av landet, 2 200 km nordväst om huvudstaden Mexico City. San Carlos ligger 45 meter över havet och antalet invånare är 368.
Terrängen runt San Carlos är kuperad åt nordost, men åt sydväst är den platt. Runt San Carlos är det glesbefolkat, med 8 invånare per kvadratkilometer. Närmaste större samhälle är Ensenada, 13,2 km norr om San Carlos. Omgivningarna runt San Carlos är i huvudsak ett öppet busklandskap.